# サミュエル・デュランス
サミュエル・デュランス（Samuel Thornton Durrance、1943年9月17日 - 2023年5月5日）は、アメリカ合衆国の科学者であり、宇宙飛行士。ペイロードスペシャリストとして、アメリカ航空宇宙局(NASA)のミッションで2度宇宙飛行を経験した。

## 生い立ち
デュランスは、1943年9月17日にフロリダ州タラハシーで生まれたが、同州タンパを故郷と考えている。カリフォルニア工科大学ロサンゼルス校で1972年と1974年に各々物理学の学士号と修士号を取り、コロラド大学ボールダー校で1980年に宇宙地球物理学の博士号を取った。
デュランスは、ジョンズ・ホプキンズ大学の物理学・天文学部の主任研究員となった。アストロ天文台の機器の1つであるホプキンス紫外望遠鏡の共同開発者である。2000年からは、ケネディ宇宙センターに置かれるFlorida Space Research Instituteの事務局長を務めている。
その後はフロリダ州メルボルンに在住し、フロリダ工科大学の物理学・宇宙科学の教授を務めた。
アメリカ天文学会、アメリカ地球物理学連合、国際天文学連合、宇宙探検家協会、惑星協会、ファイ・カッパ・ファイに所属していた。
2023年5月5日に死去した。79歳没。

## アカデミアのキャリア

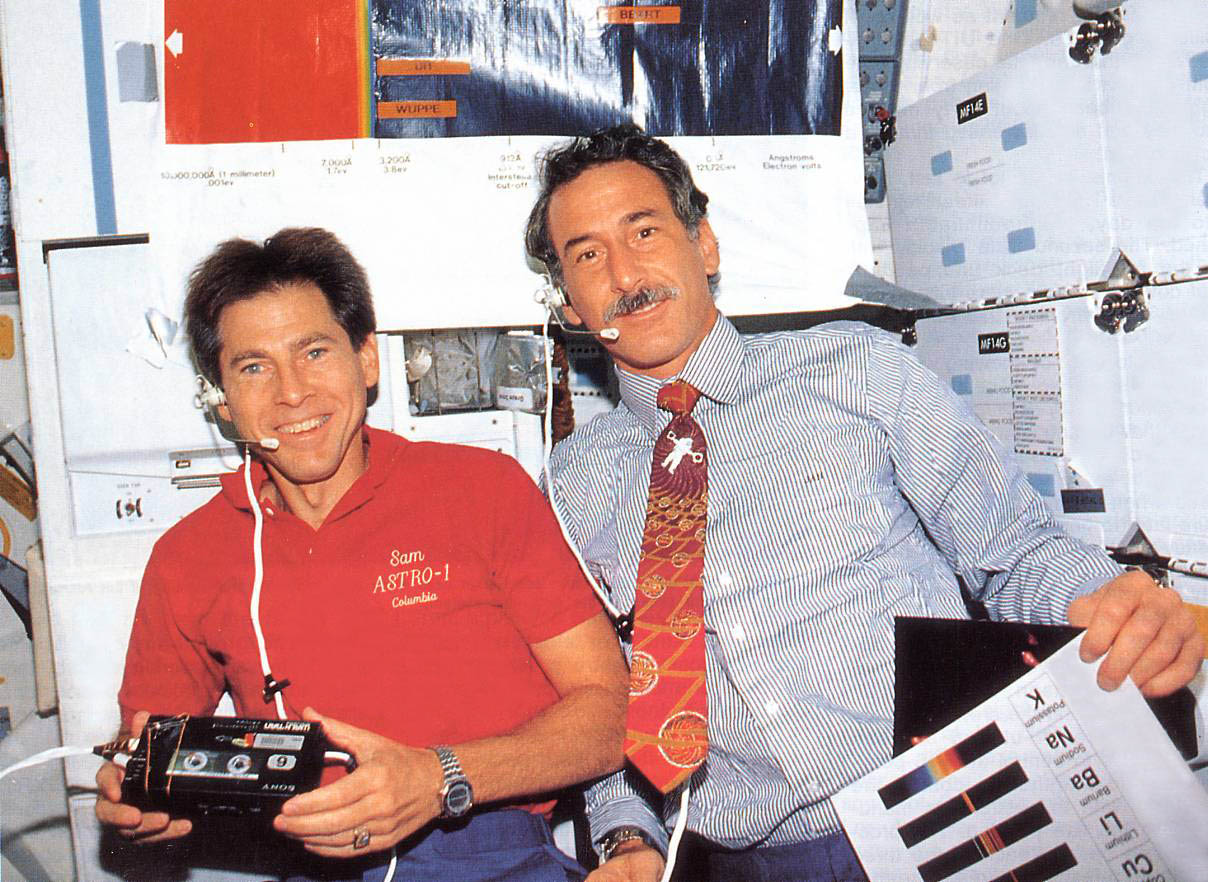
宇宙からの放送による初めての授業を行うデュランスとジェフリー・ホフマン。またこの時、初めて宇宙でネクタイが着用された。

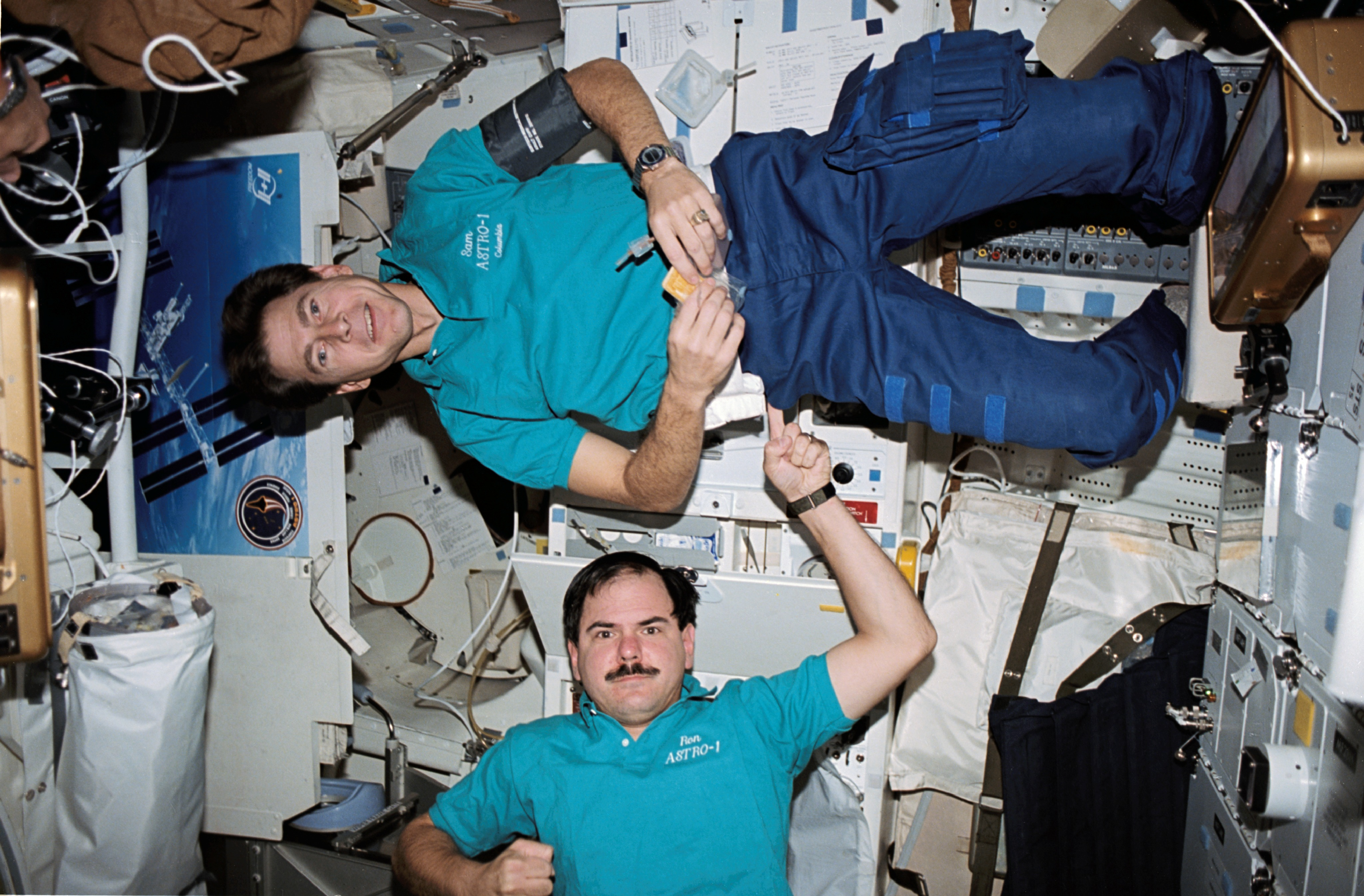
ペイロードスペシャリストのデュランスとロナルド・パリーゼ

デュランスは、ホプキンス紫外線望遠鏡とアストロ天文台の飛行ハードウェアの改良、光学系・機械の設計、製造、統合を担当した。15年間、ジョンズ・ホプキンズ大学で研究及び学生の指導を行い、分光計、検出器、撮像システムの設計と製造、多くの宇宙機や地上の天文台の製造や建設にも携わった。彼は、ジョンズ・ホプキンズ大学で地上の天文台用の補償光学機器を開発するプログラムを立ち上げて指揮した。彼は、補償光学コロナグラフを設計、製造し、これを用いて近隣の恒星を公転する冷たい褐色矮星を初めて発見した。がか座ベータ星の塵円盤の変化の共同発見者にもなった。
太陽系の形成と進化、太陽系外惑星、惑星科学、大気物理学、核物理学、補償光学、宇宙機の運用、生命の起源等も研究しており、これらの分野で60報以上の論文を書いている。
1990年12月のSTS-35(Astro-1)と1995年3月のSTS-67(Astro-2)にペイロードスペシャリストとして参画し、615時間以上を宇宙で過ごした。